# Notoxus beameri
Notoxus beameri is een keversoort uit de familie snoerhalskevers (Anthicidae). De wetenschappelijke naam van de soort is voor het eerst geldig gepubliceerd in 2004 door Chandler in Chandler & Nardi.